# 佐治·美利
佐治·美利爵士，GCB GCH FRS（1772年2月6日—1846年7月28日），蘇格蘭人，英國軍人和托利黨政治家。

## 有關地方命名
- 香港
  - 美利道
  - 美利樓
  - 美利兵房
  - 美利大廈
  - 美利炮台
- 澳洲
  - 東部：美利河（Murray River）、美利山（Mount Murray）
  - 西部：美利河（Murray River）、美利縣（Murray County）

## 軼事
美利爵士從沒到過香港，但他和德己立的父親是朋友，並曾經在軍中推薦過德己立，德己立因而以美利爵士的名字來命名美利兵房。

## 外部連結
维基共享资源上的相關多媒體資源：佐治·美利